# Heinrich Behnke

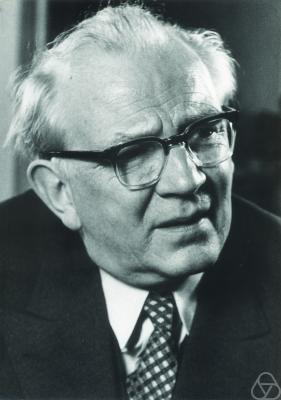
Heinrich Behnke

Heinrich Behnke (Hamburg, 9 oktober 1898 - Münster, 10 oktober 1979) was een  wiskundige uit Duitsland. Hij was rector van de Westfaalse Wilhelms-Universiteit in Münster. Behnke stond bekend om zijn onderzoek op het gebied van de complexe functietheorie. De Münsterse School van de complexe analyse was toen bekend. Complexe analyse is de complexe functietheorie.
Behnke studeerde wiskunde aan de Georg-August-Universität in Göttingen, waar hij onder andere colleges volgde bij David Hilbert, Edmund Landau en Erich Hecke. Hij diende zijn proefschrift Über analytische Funktionen und algebraische Zahle, Over analytische functies en algebraïsche getallen, in mei 1922 in bij de nieuw opgerichte Universiteit van Hamburg, waar Erich Hecke op dat moment werkzaam was.
Behnke  werkte na zijn promotie aan de Universiteit van Hamburg korte tijd aan de Universiteit van Heidelberg, waar hij zijn toekomstige vrouw Aenne Albersheim, met wie hij in mei 1925 in het huwelijk zou treden, leerde kennen. Hij ging daarna weer terug naar de Universiteit van Hamburg, waar hij in 1924 zijn habilitatie haalde. Aenne stierf in 1927 bij de geboorte van hun enige kind.
Hij werd in hetzelfde jaar, 1927, tot hoogleraar aan de Westfaalse Wilhelms-Universiteit in Münster benoemd en trad in 1932 in huwelijk met Elisabeth Hartmann, die in Münster wiskunde had gestuurd.
Behnke en Peter Thullen publiceerden in 1934 het essay Theorie van de functies van meerdere complexe variabelen. Thullen moest reeds in 1933 Duitsland verlaten, aangezien hij door de nazi's werd vervolgd. Hoewel Munster tijdens de tweede helft van de oorlog onder zware bombardementen te lijden had, waarbij duizenden mensen omkwamen, ging Behnke door met het geven van colleges. Hij werd na de oorlog in 1949 rector van de universiteit en was van 1954 tot 1958 voorzitter van de Internationale Wiskundige Onderwijscommissie IWO.
Onder zijn studenten waren Charles Stein, Friedrich Hirzebruch, Reinhold Remmert, Hans Grauert, Frederick Sommer en Uwe Storch. Behnke overleed op 10 oktober 1979 in Münster.